# هيلين ماغنوس
الدكتورة هيلين ماغنوس هي البطلة والشخصية الرئيسية للمسلسل التلفزيوني الخيالي العلمي الكندي الملاذ «بالانجليزية: Sanctuary». أدت الدور أماندا تابينغ. في هذا المسلسل، ماغنوس هي عالمة أحياء من العصر الفيكتوري في إنجلترا، تدير حاليًا شبكة «الملاذ» العالمية، وهي منظمة مهمتها العثور على مجموعة من المخلوقات تُدعى «الخارقين»، ثم إحضارهم إلى قاعدة ملاذ لحمايتهم من السكان البشريين. يبلغ عمر الشخصية أكثر من قرنين ونصف، بعد أن حصلت على طول العمر المتطور بحقن نفسها بدماء مصاص الدماء، فضلًا عن تجربة السفر عبر الزمن التي مكنتها من بلوغ القرن العشرين. بعد السفر عبر الزمن، كان على ماغنوس أن تتجنب الناس لذلك عزلت نفسها. في نهاية الموسم الرابع «ملاذ للا أحد: الجزء الثاني» اتضح أن ماغنوس قضت 113 عامًا في إنشاء ملاذ جديد.
عُرض على تابينغ جزء من سلسلة الشبكة الأصلية بواسطة مؤلف المسلسل داميان كيندلر والمخرج مارتن وود. أصبح هذا أول دور منتظم للممثلة منذ أن أدت دور سامانثا كارتر في ستارغيت إس جي-1 وستارغيت أتلانتيس مدة 11 عامًا. واجهت في البداية صعوبة في أداء ماغنوس لأن شخصيتها تختلف كثيرًا عن كارتر. وقد صبغت شعرها بلون أغمق وتحدثت بلهجة إنجليزية طوال السلسلة، إذ ولدت في إنجلترا. إضافةً إلى ذلك، تعمل تابينغ منتجةً تنفيذية للمسلسل ومخرجة أحيانًا.
تلقى تصوير تابينغ للشخصية ردود أفعال متباينة من النقاد، مع تعليقات سلبية فيما يخص اللهجة. ومع ذلك، رُشحت لأربع جوائز، جائزة جيميني واحدة وثلاث جوائز ليو عن دور هيلين ماغنوس، وفازت بجائزة ليو عن «أفضل أداء رئيسي لامرأة في مسلسل درامي» سنة 2009 عن حلقة «قداس».

## الشخصية الخيالية

### الخلفية
ولدت هيلين ماغنوس في 27 أغسطس 1850 للأبوين جريجوري ماغنوس (جيم بيرنز) وباتريشيا هيذرنغ. كان والدها باحثًا طبيًا مثيرًا للجدل في عصره، وعرّف ابنته على مهنته عندما كانت طفلة. بعد سنوات، ساعدت في تشكيل مجموعة سرية تعرف باسم «الخمسة»، بجانب جون درويت (كريستوفر هيردال) ونيكولا تيسلا (جوناثان يونغ) وجيمس واتسون (بيتر وينجفيلد) ونيجل جريفين (فنسنت جيل) في جامعة أكسفورد. حقن كل عضو نفسه طوعًا بدم مصاص دماء نقي، وهو نوع انقرض قبل قرون. ما منح كل عضو قدرات فريدة. كانت قدرة ماغنوس طول العمر، ما سمح لها بالعيش عدة أضعاف أي إنسان عادي. في هذه المرحلة، دخلت في علاقة مع درويت، الذي تكمن قدرته في النقل الآني الشخصي. إلا إنه أصبح مجنونًا وقتل العديد من البغايا، ومن ثم تحول إلى جاك السفاح. كانت ماغنوس حاملًا بالفعل، لكنها أخذت الجنين وجمدته.
بحلول مطلع القرن العشرين، سار بحثها مع السكان الخارقين على قدم وساق، وأسست شبكة الملاذ. للحصول على التمويل الذي تحتاج إليه، جمع رئيس الوزراء «الخمسة» لتوقيف وقتل آدم وورث (إيان تريسي) الذي رُفض عضوًا سادسًا ووجّه اللوم إلى الخمسة لوفاة ابنته، بإطلاق مادة سامة في لندن. في الحلقة الثانية من الموسم الثاني «الثلاثاء المقبل»، صرحت ماغنوس أنها كانت راكبة على متن سفينة تايتنك عام 1912. عملت مع المقاومة الفرنسية في نورماندي لمنع النازيين من السيطرة على عنصر النار قبل يوم النصر في يوليو 1944. ثم وجهت الاتهام إلى رئيس الملجأ في المدينة القديمة، وهي مدينة خيالية في شمال غرب المحيط الهادي، قررت خلالها استخدام الجنين لتحمل ابنتها آشلي (إميلي أولروب). في إحدى بعثاتها، أنقذت الشاب ويل زيمرمان من خارق خطير، لكنها فشلت في القبض عليه قبل أن يقتل والدة زيمرمان.

### الموسم الأول
في الموسم الأول من العرض، عرضت ماغنوس على ويل (روبن دن) أن يصبح تلميذها الجديد، وهو طبيب نفسي شرعي عمل في قسم شرطة المدينة القديمة، وقبل العرض في النهاية. يعود درويت إلى الملجأ ليطلب من ماغنوس أن تعالجه من مرض مجهول، تخدعه ماغنوس بحقنه بالسم، رغم هروب درويت. يتضح لاحقًا في حلقة «الخمسة» نجاة درويت، وتمكن تسلا من قمع جنونه. في الحلقة الثالثة «فاتا مورغانا»، أصبحت على دراية بمنظمة سرية تُعرف باسم كابال، تتآمر للسيطرة على كل المخلوقات الخارقة لتحقيق مكاسب خاصة بها، وتصبح الأولوية الأولى لماغنوس ومنظمتها خلال عدة حلقات طوال الموسم الأول. في حلقة «قداس الموت»، تتعرض ماغنوس لطفيلي عدواني في مثلث برمودا عندما تذهب مع ويل لرؤية مجموعة من حوريات البحر اللائي ذبحن بعضهن بسبب الطفيلي نفسه. يحبسها ويل في كوخ في الغواصة ويستنزف كل الأكسجين ويقتلها لمنعها من قتله ونفسها. أُحييت لاحقًا بعد أن يلتقط ويل الطفيلي الهارب. في خاتمة الموسم «الوحي» المكونة من جزئين، أطلق الكابال سلاحًا بيولوجيًا يسمى «لازاروس»، الذي يتسبب في مهاجمة أي مخلوق خارق. لمكافحة هذا، أعادت ماغنوس تجميع الخمسة في «بالاسام»، المدينة المفقودة، لاستعادة مصدر دم مصاص الدماء. ومع ذلك، في النهاية، تشعر ماغنوس بالأسى عندما علمت أن الكابال قد قلبوا آشلي والفريق ضدها وسرقوا عينة الدم.

### الموسم الثاني
يبدأ الموسم الثاني بعد ستة أسابيع من نهاية الموسم الأول، إذ تعمل ماغنوس بجد لهزيمة كابال وإنقاذ آشلي، التي حولها الكابال إلى مصاص دماء هجين خارق، وهي واحدة من ستة مكلفين بتدمير شبكة الملاذ. عندما تصل المخلوقات الخارقة إلى ملاذ المدينة القديمة، تتمكن ماغنوس من الوصول إلى آشلي، التي تتعرف عليها في الوقت المناسب لإنقاذها من مخلوق خارق آخر، ثم تنتقل آنيًا. لأن المجال الكهرومغناطيسي نشط، فهذا يعني أن أي شخص ينتقل من بُعد إلى الداخل سيتبخر. اعتقدت ماغنوس أن طاقة حياة آشلي قد تكون في المخزن المؤقت للحقل الكهرومغناطيسي. عندما تكتشف خطأها، تضطر لتقبل وفاة آشلي. وبعد وفاة ابنتها وأحبائها الآخرين بسبب طول عمرها، حاولت مرة أخرى إيجاد طريقة للتقدم الطبيعي في العمر. وجدت إكسيرًا يستخدمه المايا في هندوراس، لكن له آثار جانبية تتمثل في تحويل البشر إلى زومبي. لكن قررت تركه بعد أن أظهر لها الوصي المعنوي العواقب المحتملة لإطلاق الإكسير.
لاحقًا، يشكك رؤساء الشبكة الآخرين في قيادتها لشبكة الملاذ. وضعت مخططًا مفصلًا للقبض على تخاطرية تُدعى إيما (إيريكا سييرا) في «فيريتاس»، التي تشتبه في أنها تعمل ضد الشبكة. في المخطط، تزوّر ماغنوس إصابتها بمرض عقلي وتزوّر قتل كبير خدمها بيغ فوت (هيردال)، وتجعل إيما تعتقد أنها تركت بيرثا الكبيرة على قيد الحياة، وهي أخطر مخلوق خارق على وجه الأرض، وكان يُعتقد أن ماغنوس قد قتلته. ومع ذلك، في خاتمة الموسم «كالي»، يتضح أن ماغنوس قد أبقتها على قيد الحياة بالفعل في الخفاء، لكنها مخدرة، لأنها تعتقد أن قتل بيرثا سيعرض كوكب الأرض للخطر. عندما يتحكم إدوارد فورسيث في بيرثا الكبيرة، تحاول ماغنوس تخدير بيرثا مرة أخرى، ولكن بحلول ذلك الوقت، تجاوز تيرينس ويكسفورد (بول ماكجليون) سلطتها وفرض السيطرة على الشبكة. لم تنجح محاولته لقتل بيرثا وأدى فقط إلى غضبها الذي تسبب في موجة تسونامي.